# スライマン＝トー
スライマン＝トーないしスレイマン＝トー(キルギス語: Сулайман-Тоо)は、キルギス第二の都市オシ近郊にある山である。山の名前は「スライマーンの山」の意味で、預言者のスライマーン（ソロモン）が逗留したとされる伝説に従って18世紀に名づけられたものである。
崇拝の対象となってきた文化的景観として、2009年には、キルギスでは初めてユネスコの世界遺産リストに登録された。

## 概要
かつては、イスラーム伝播以前からの伝統的な信仰にとっても、ムスリムにとっても重要な巡礼地となっていた。この山はいまなお地元のムスリムたちの崇拝の対象となっており、モスクのある最高峰への階段が設置されている。そのモスクは1510年に建設されたもので、20世紀に大規模な修復をほどこされたものである。
この山の信仰の歴史は古く、新石器時代に遡る線刻画などが刻まれた礼拝所なども残っている。
岩山はフェルガナ渓谷の平原から出し抜けに屹立しており、優れた景観とともに、地元民にとっても旅人にとっても人気の場所となっている。スライマーンは『クルアーン』における預言者の一人で、山には彼の墓とされてきた社もある。伝説によれば、頂上にあるその社に登り、聖なる岩を横切っている広場で腹ばいになると、健康な子供を授かるとされている。山の木々や茂みには無数の小さな布切れが結び付けられている。それらは訪れた人々が願掛けで結んでいったものである。
山にはソビエト連邦時代に作られた博物館もあり、出土した考古資料や歴史についての展示をしている。山腹のふもと近くは共同墓地になっている。

## 世界遺産
スライマン＝トーは、中央アジアにおいて崇拝の対象になってきた霊峰の優れた例証として、2001年1月29日に世界遺産暫定リストに登載され、2009年の世界遺産委員会で世界遺産リストに登録された。文化遺産としてのカテゴリーは「サイト」で、文化的景観とも位置付けられている。

### 登録対象
スライマン＝トーについては、石器時代から青銅器時代にかけての遺跡、線刻画群、礼拝所、参詣道、イスラーム建築、博物館の6つの要素が評価されている。

### 登録基準
この世界遺産は世界遺産登録基準のうち、以下の条件を満たし、登録された（以下の基準は世界遺産センター公表の登録基準からの翻訳、引用である）。
- (3) 現存するまたは消滅した文化的伝統または文明の、唯一のまたは少なくとも稀な証拠。
- (6) 顕著で普遍的な意義を有する出来事、現存する伝統、思想、信仰または芸術的、文学的作品と直接にまたは明白に関連するもの（この基準は他の基準と組み合わせて用いるのが望ましいと世界遺産委員会は考えている）。

### 登録名
公式の登録名は Sulaiman-Too Sacred Mountain（英語）および Montagne sacrée de Sulaiman-Too（仏語）である。
その日本語訳は文献によって揺れがある。
- スライマン-トー聖山（日本ユネスコ協会連盟）[4]
- 聖山スレイマン・トー（世界遺産アカデミー）[5]
- 聖山スレイマン（『なるほど知図帳 世界2010』）[6]
- スライマン・トォーの聖山（古田陽久）[7]